# 서부꿀박쥐
서부꿀박쥐(Lonchophylla hesperia)는 주걱박쥐과(신세계잎코박쥐과)에 속하는 남아메리카 박쥐의 일종이다. 에콰도르와 페루 북부에서 발견된다. 서식지 감소로 멸종 위협을 받고 있다.

## 특징
작은 박쥐로 몸통 길이가 60~68mm이고 전완장이 35~41mm, 꼬리 길이가 7~13mm이다. 발 길이는 8~15mm, 귀 길이는 10~16mm, 몸무게는 최대 10g이다. 털 길이는 보통 길이고 부드럽다. 등쪽은 밝은 갈색이지만 배쪽은 회색빛 갈색이다. 주둥이가 길다. 잎코는 잘 발달한 피침형이다.

## 생태
먹이는 꽃꿀과 꽃가루, 곤충이다.

## 분포 및 서식지
에콰도르 남서부와 페루 북서부 지역에 널리 분포한다. 아열대 건조림에서 서식한다.